# Un'ombra nell'ombra
Un'ombra nell'ombra è un film del 1979, diretto da Pier Carpi, tratto dal romanzo omonimo scritto dallo stesso regista.

## Trama
Carlotta, Raffaella, Lena e Agata si consacrano a Lucifero, che impedisce loro di avere rapporti sessuali. Dalle unioni infernali nascono Annalisa, figlia di Lena, e Daria, figlia di Carlotta.
Annalisa vive come una tragedia l'essere figlia del demonio e si suicida. Daria, invece, impara a convivere con i suoi terribili poteri e si compiace della sua ascendenza demoniaca. Un esorcista tenta di combatterla, aiutato da Carlotta, pentita, ma senza esito: Daria si dirige verso San Pietro, per sfidare il papa e ottenere il potere assoluto sulle anime.

## Produzione
Dopo l'insuccesso commerciale di Povero Cristo il regista e scrittore Pier Carpi iniziò a lavorare ad un nuovo progetto cinematografico tratto dal suo romanzo Un’ombra nell’ombra, storia di una congrega di streghe in un contesto urbano dell'Italia contemporanea provenienti da varie estrazioni sociali ma con difficoltà ad integrarsi nella società contemporanea. Il titolo originale del film era La signora delle mosche. Carpi rivelò di aver contatto per i ruoli dei protagonisti Jean Seberg, Claudia Marsani, Marilù Tolo, Terence Stamp e Jacqueline Kennedy. Le riprese iniziarono nell'ottobre del 1976 tra Roma e Zagabria, ma vennero posticipate al gennaio 1977, inoltre il mese successivo Victoria Zinny abbandonò le riprese per il rifiuto di pronunciare una frase aggiunta all'ultimo momento da Pier Carpi alla sceneggiatura: “L’aborto è un’idea mostruosa. I governi che lo permettono sono composti da delinquenti”. Le riprese vennero interrotte più volte a causa di mancanza di fondi ricominciando regolarmente solo all'inizio del 1979 grazie al produttore Piero Amati, che completò il film nelle ultime due settimane rimaste per le riprese.

## Distribuzione
Il film uscì nell'autunno del 1979 preceduto da alcuni gimmick dello stesso Pier Carpi che pubblicizzò il film ai media raccontando di un presunto fantasma che avrebbe perseguitato Irene Papas nel castello di Vignanello durante le riprese. All'epoca dell'uscita il film fu un flop commerciale ma col tempo divenne un cult all'estero, in particolare negli Stati Uniti dove venne pubblicato in DVD come Satan's Wife e successivamente come Ring of Darkness.

## Colonna sonora
Le musiche furono composte da Stelvio Cipriani ed eseguite dai Goblin che donarono loro un personale tocco interpretativo. 
Inedite per molti anni, furono pubblicate per la prima volta in cd soltanto nel 2006, per conto della label "Digitmovies" (22 brani in tutto), in lp nel 2017 dalla label "Four Flies Records" (14 brano in tutto). 
Il moniker dei Goblin non compare in copertina ma soltanto sul retro (la formazione è quella classica: Massimo Morante alla chitarra, Claudio Simonetti alle tastiere, Fabio Pignatelli al basso e Agostino Marangolo alla batteria.